# McComb (Ohio)
McComb es una villa ubicada en el condado de Hancock en el estado estadounidense de Ohio. En el Censo de 2010 tenía una población de 1648 habitantes y una densidad poblacional de 689,38 personas por km².

## Geografía
McComb se encuentra ubicada en las coordenadas 41°6′27″N 83°47′23″O / 41.10750, -83.78972. Según la Oficina del Censo de los Estados Unidos, McComb tiene una superficie total de 2.39 km², de la cual 2.3 km² corresponden a tierra firme y (3.9%) 0.09 km² es agua.

## Demografía
Según el censo de 2010, había 1648 personas residiendo en McComb. La densidad de población era de 689,38 hab./km². De los 1648 habitantes, McComb estaba compuesto por el 93.93% blancos, el 0.42% eran afroamericanos, el 0.36% eran amerindios, el 0.73% eran asiáticos, el 0% eran isleños del Pacífico, el 2.12% eran de otras razas y el 2.43% pertenecían a dos o más razas. Del total de la población el 8.92% eran hispanos o latinos de cualquier raza.